# چکش

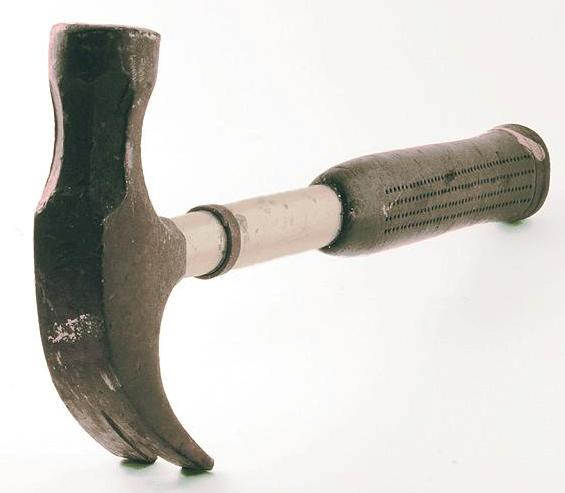
یک چکش با سر میخ‌کش.

چَکُّش ابزاری است متشکل از دسته و ضربه‌زننده که غالباً برای وارد کردن ضربه به میخ به کار می‌رود.
معمول‌ترین استفاده از چکش برای ضربه زدن به میخ، جا انداختن قطعات در ماشین‌ها و شکستن اشیا می‌باشد. هر چکش برای کار خاصی طراحی و ساخته می‌شود، بنابراین چکش‌ها را به انواع مختلف می‌توان یافت، اما همه آن‌ها به‌طور کلی دارای یک دسته و یک وزنه در سر آن دسته می‌باشند، و اغلب وزن چکش در همان وزنه سر دسته قرار دارد.بسته به وزن وزنه می‌تواند، سبک یا سنگین باشد . به چکش سبک، چکش نرم گویند. 
اگرچه اکثر چکش‌ها طوری ساخته شده‌اند که با دست باید آن‌ها را به کار گرفت ولی بعضی از انواع چکش‌ها نیز طوری ساخته شده‌اند که با کمک نیروی ماشین قابل استفاده می‌باشند و بیشتر در مواقعی بکار می‌روند که احتیاج به نیروی بسیار زیادی می‌باشد.
چکش یکی از ابتدائی‌ترین ابزارهای اکثر حرفه‌ها می‌باشد. ضمناً از چکش به عنوان یک سلاح نیز می‌توان استفاده کرد.
قدمت چکش در تاریخ بشر بسیار طولانی است، به‌طوری‌که اکثراً آن را جزو اولین ابزارهای ساخته دست بشر می‌دانند.
یکی از استانداردهای معتبر چکش‌ها DIN ۱۰۴۱ است. 

## نگارخانه

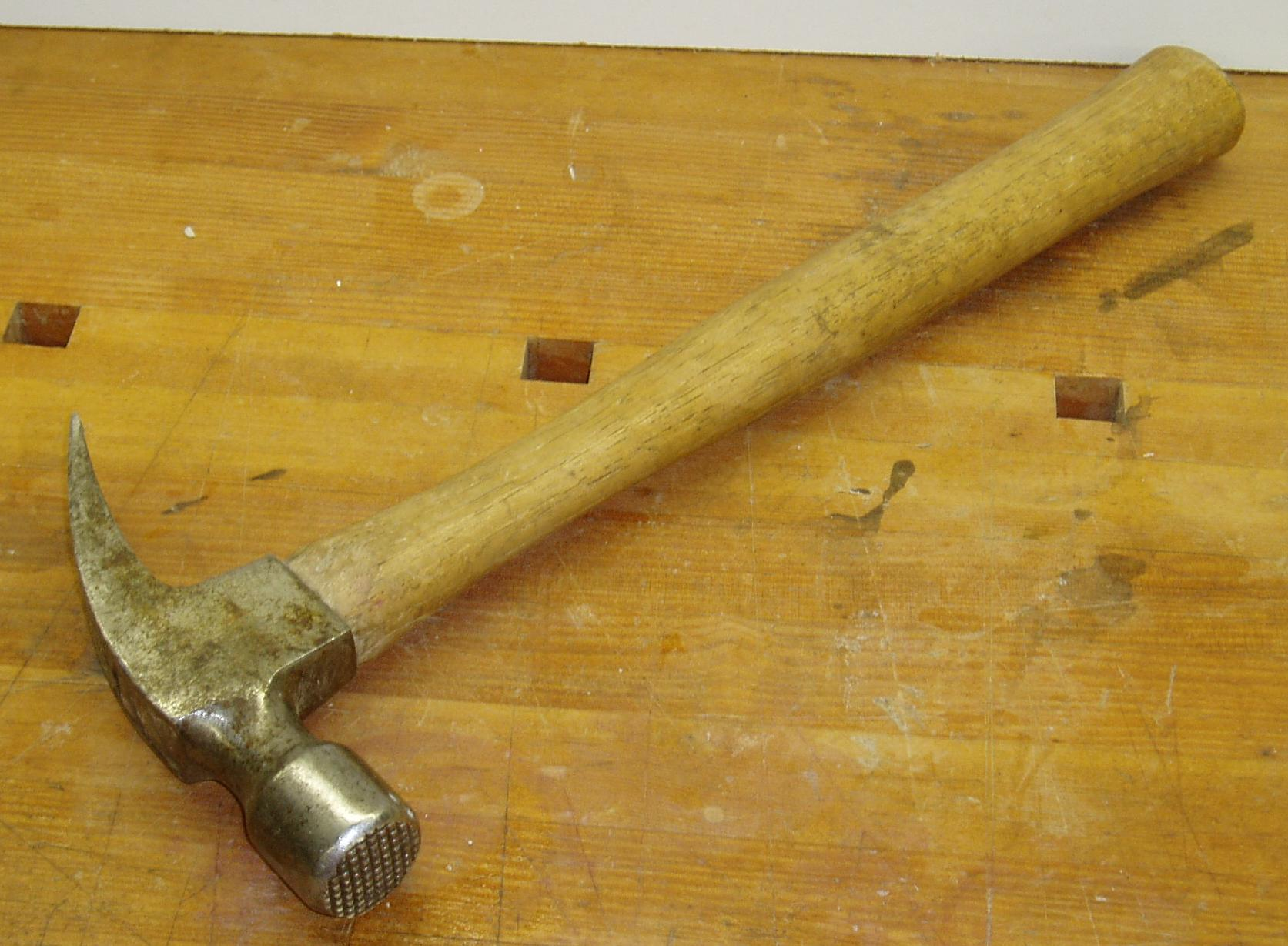
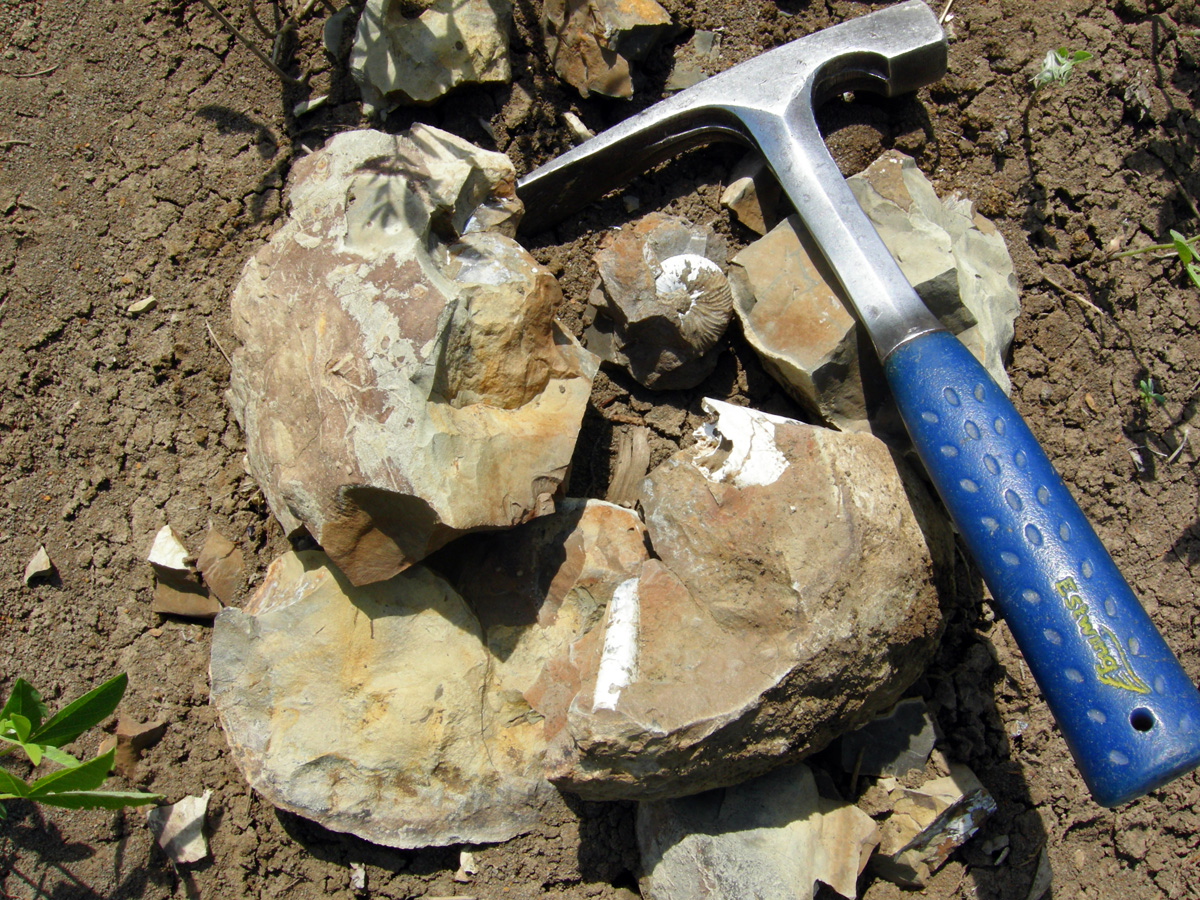
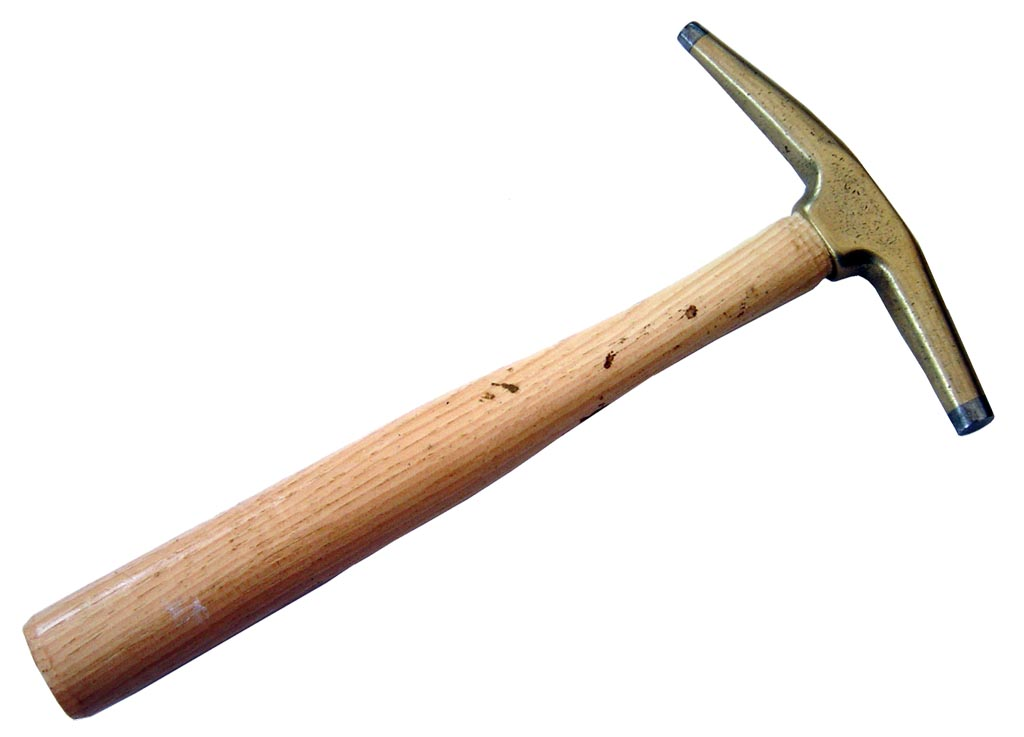
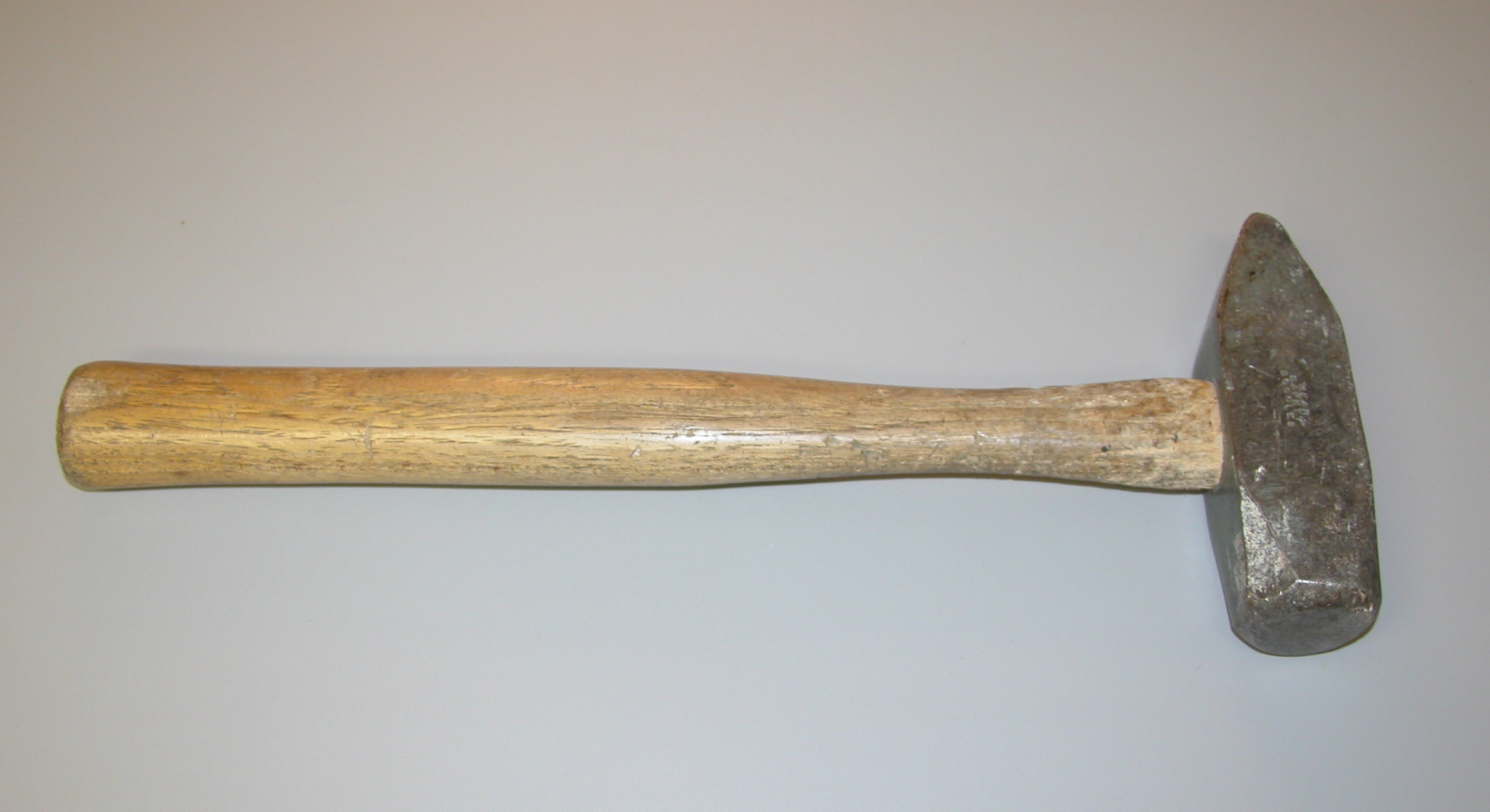
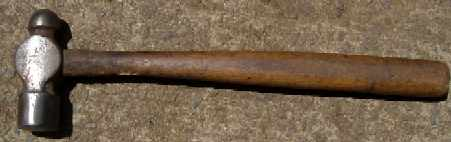
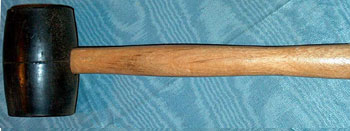
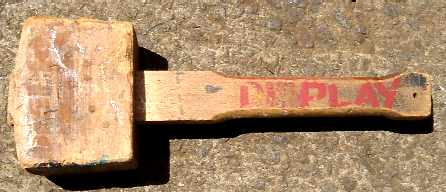
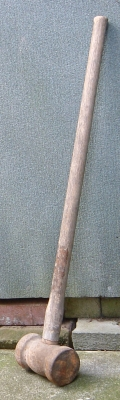
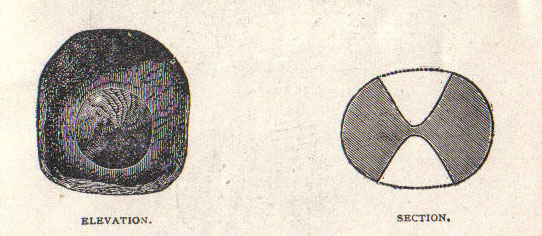
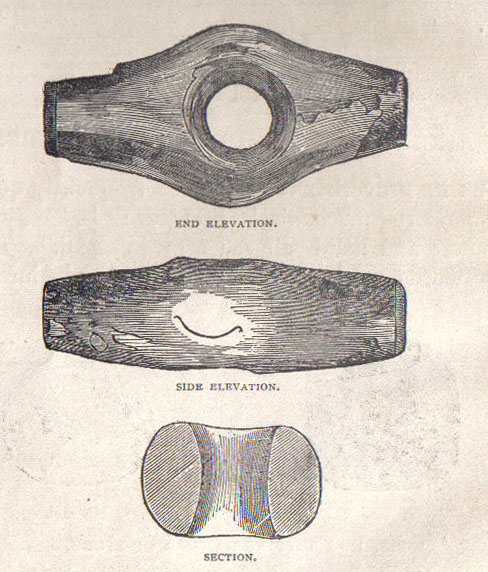
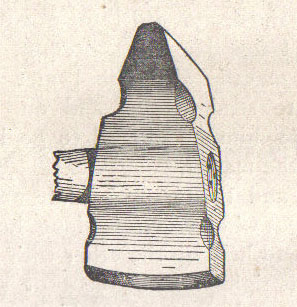
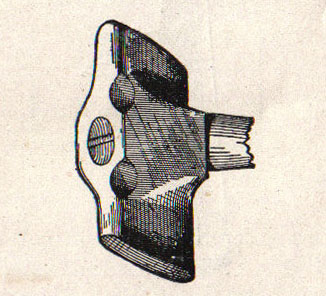
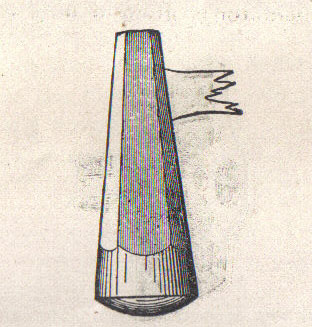
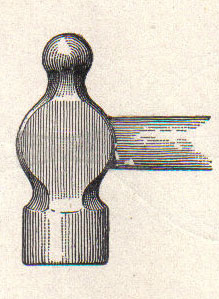
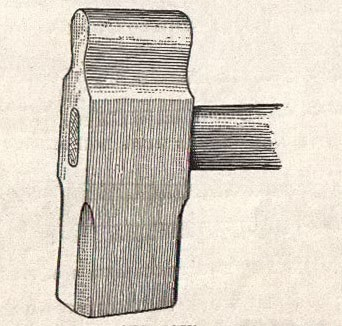
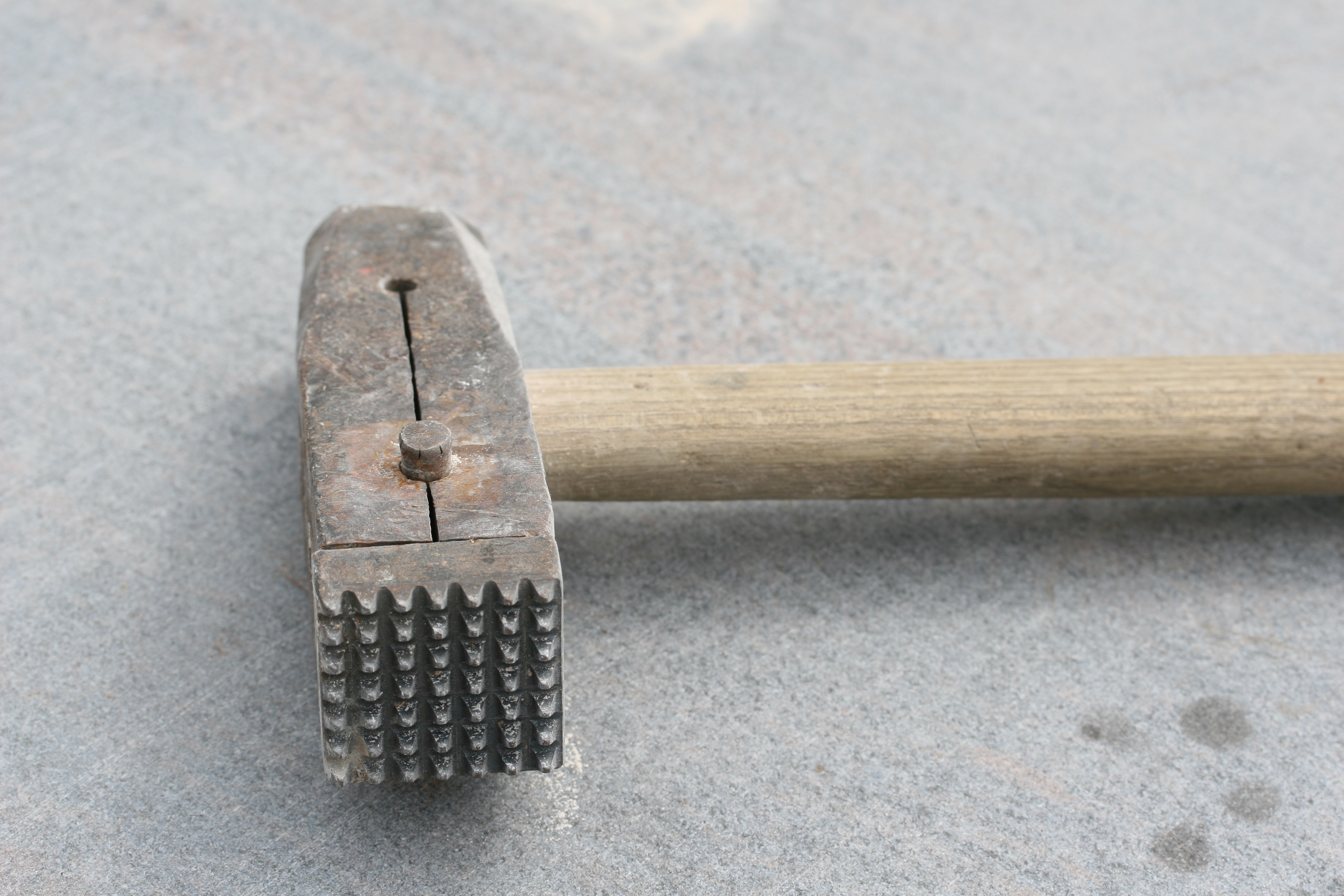
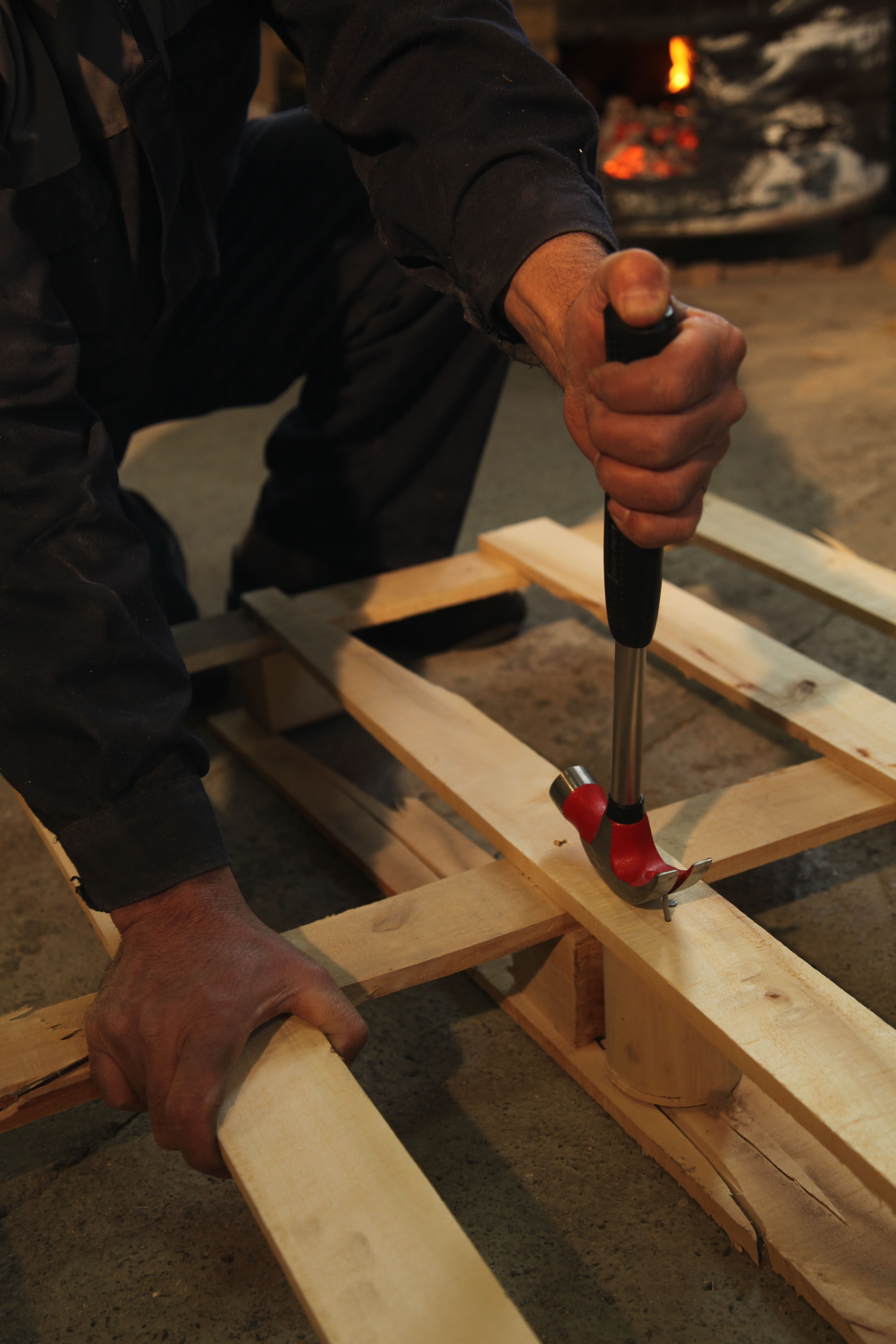
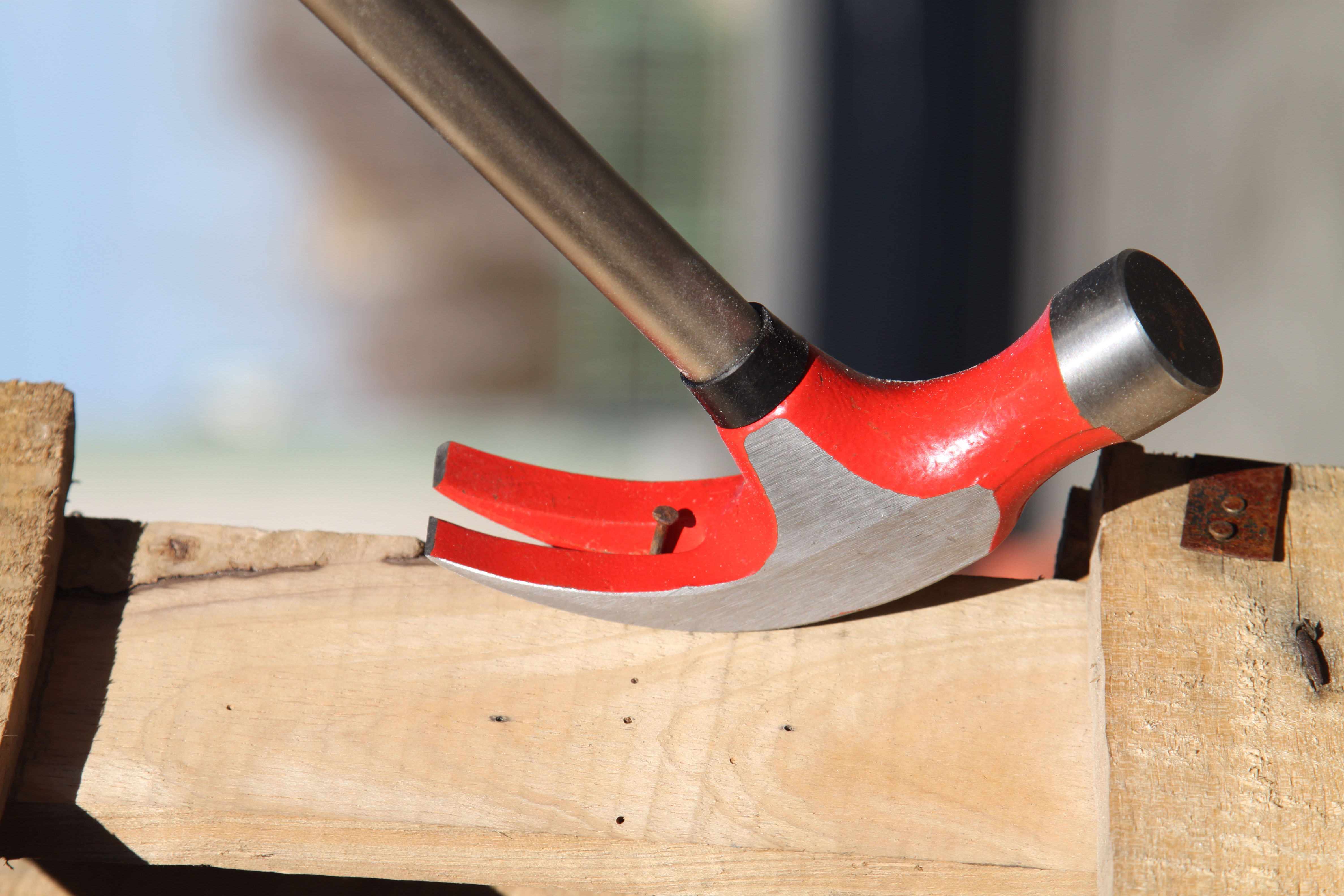